# Alfred Boger
Alfred Boger (1. August 1873 in München – 16. Januar 1919 in Schwerin) war ein deutscher Theaterschauspieler.

## Leben
Boger war ab 1892 bühnentätig, wirkte von 1893 bis 1894 in Antwerpen, 1895 in Cottbus, 1896 bis 1897 in Halle, 1898 in Kiel und trat sodann in den Verband des Hoftheaters Schwerin, wo er am 23. September 1898 debütierte und bis zu seinem Tod verblieb.